# Emmanuel TV
Emmanuel TV è la più grande e diffusa Televisione satellitare cristiana evangelica in inglese dell'Africa, con sede a Lagos in Nigeria ed il centro playout a Johannesburg, in Sudafrica.

## Storia
Emmanuel TV fu fondata l'8 marzo del 2006 da T. B. Joshua, pastore evangelista nigeriano e profeta della Synagogue, Church Of All Nations (SCOAN), un'organizzazione cristiana nigeriana. Fin dalla sua istituzione nel 2006, Emmanuel TV ha trasmesso interamente programmi cristiani, affermando che la sua missione è quella di predicare la Buona Novella a tutti gli uomini.
- Il motto del canale Emmanuel TV è Cambiando vite, cambiando le nazioni, cambiando il mondo.

## Diffusione
Emmanuel TV trasmette in tutta l'area dell'Africa così come in Europa, nel Nord America e Centro America.

## Programmazione
Emmanuel TV trasmette una serie di programmi dalla Synagogue, Church Of All Nations (SCOAN) tra cui vari eventi live come il settimanale Servizi mensili di miracoli e guarigione, crociate internazionali con il pastore e profeta T. B. Joshua, ampie attività caritative, i messaggi che vogliono essere anche profetici su entrambi i lati, sia a livello strettamente personale che a livello internazionale.
Inoltre trasmette regolarmente tutte le testimonianze di miracoli e di guarigioni, con tutto l'insegnamento integrale e le predicazioni regolari sia di T. B. Joshua che di altri pastori evangelisti della Synagogue, Church Of All Nations (SCOAN), tutti accompagnati da molti programmi dedicati ai giovani e bambini. Questi includono:
- Standard Per la Vita - insegnamento con T. B. Joshua
- La guarigione miracolosa e le parole di conoscenza
- Dio è ancora tutto - rivelazioni profetiche da T. B. Joshua e le loro conferme derivanti
- Leader di domani - talk-show di giovani e per tutti i giovani con esperienze toccanti per imparare dagli altri
- Aim High - messaggi da evangelisti SCOAN *
- Eventi speciali, come la veglia di Capodanno a lume di candela ed il ringraziamento del presidente del Ghana John Evans Atta-Mills presso la SCOAN anche trasmesso in diretta su Emmanuel TV.

## Curiosità
T. B. Joshua ha donato molti televisori nelle carceri e negli ospedali in modo da rendere possibile anche a loro di guardare le trasmissioni televisive di Emmanuel TV.